# Hébécourt (Somme)
Pour les articles homonymes, voir Hébécourt.
Hébécourt est une commune française située dans le département de la Somme, en région Hauts-de-France.

## Géographie

### Localisation
Hébécourt est un village picard de l'Amiénois.
À vol d'oiseau, la localité est située à 9 km au sud d'Amiens, 10 km au nord-ouest d'Ailly-sur-Noye et à 44 km au nord de Beauvais.
Le territoire de la commune est limitrophe de ceux de six communes.
Les communes limitrophes sont  Dury, Plachy-Buyon, Rumigny, Saint-Denis-le-Ferment, Saint-Fuscien, Saint-Sauflieu et Vers-sur-Selle.

### Hydrographie
La commune est située dans le bassin Artois-Picardie. Elle n'est drainée par aucun cours d'eau.

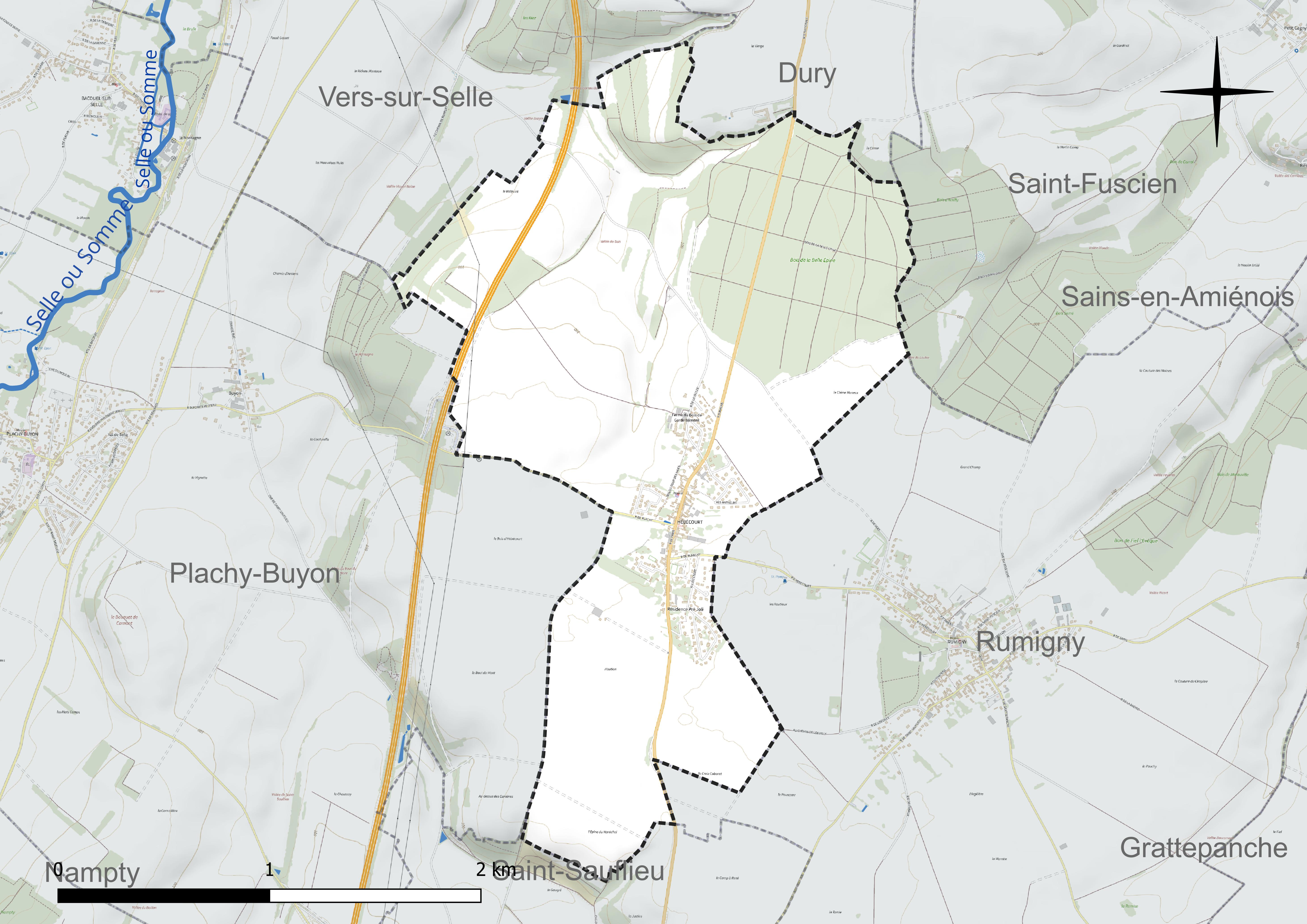
Réseau hydrographique d'Hébécourt.

### Climat
Pour des articles plus généraux, voir Climat des Hauts-de-France et Climat de la Somme.
En 2010, le climat de la commune est de type climat océanique dégradé des plaines du Centre et du Nord, selon une étude du CNRS s'appuyant sur une série de données couvrant la période 1971-2000. En 2020, Météo-France publie une typologie des climats de la France métropolitaine dans laquelle la commune est exposée à un climat océanique et est dans la région climatique Nord-est du bassin Parisien, caractérisée par un ensoleillement médiocre, une pluviométrie moyenne régulièrement répartie au cours de l'année et un hiver froid (3 °C).
Pour la période 1971-2000, la température annuelle moyenne est de 10,2 °C, avec une amplitude thermique annuelle de 14,3 °C. Le cumul annuel moyen de précipitations est de 712 mm, avec 11,5 jours de précipitations en janvier et 8,3 jours en juillet. Pour la période 1991-2020, la température moyenne annuelle observée sur la station météorologique la plus proche, située sur la commune de Glisy à 12 km à vol d'oiseau, est de 11,1 °C et le cumul annuel moyen de précipitations est de 646,6 mm,. Pour l'avenir, les paramètres climatiques de la commune estimés pour 2050 selon différents scénarios d'émission de gaz à effet de serre sont consultables sur un site dédié publié par Météo-France en novembre 2022.

## Urbanisme

### Typologie
Au 1er janvier 2024, Hébécourt est catégorisée commune rurale à habitat dispersé, selon la nouvelle grille communale de densité à sept niveaux définie par l'Insee en 2022.
Elle est située hors unité urbaine. Par ailleurs la commune fait partie de l'aire d'attraction d'Amiens, dont elle est une commune de la couronne,. Cette aire, qui regroupe 369 communes, est catégorisée dans les aires de 200 000 à moins de 700 000 habitants,.

### Occupation des sols
L'occupation des sols de la commune, telle qu'elle ressort de la base de données européenne d'occupation biophysique des sols Corine Land Cover (CLC), est marquée par l'importance des territoires agricoles (74,2 % en 2018), une proportion sensiblement équivalente à celle de 1990 (74,6 %). La répartition détaillée en 2018 est la suivante : 
terres arables (66,5 %), forêts (17,6 %), zones urbanisées (8,2 %), zones agricoles hétérogènes (7,7 %). L'évolution de l'occupation des sols de la commune et de ses infrastructures peut être observée sur les différentes représentations cartographiques du territoire : la carte de Cassini (XVIIIe siècle), la carte d'état-major (1820-1866) et les cartes ou photos aériennes de l'IGN pour la période actuelle (1950 à aujourd'hui).

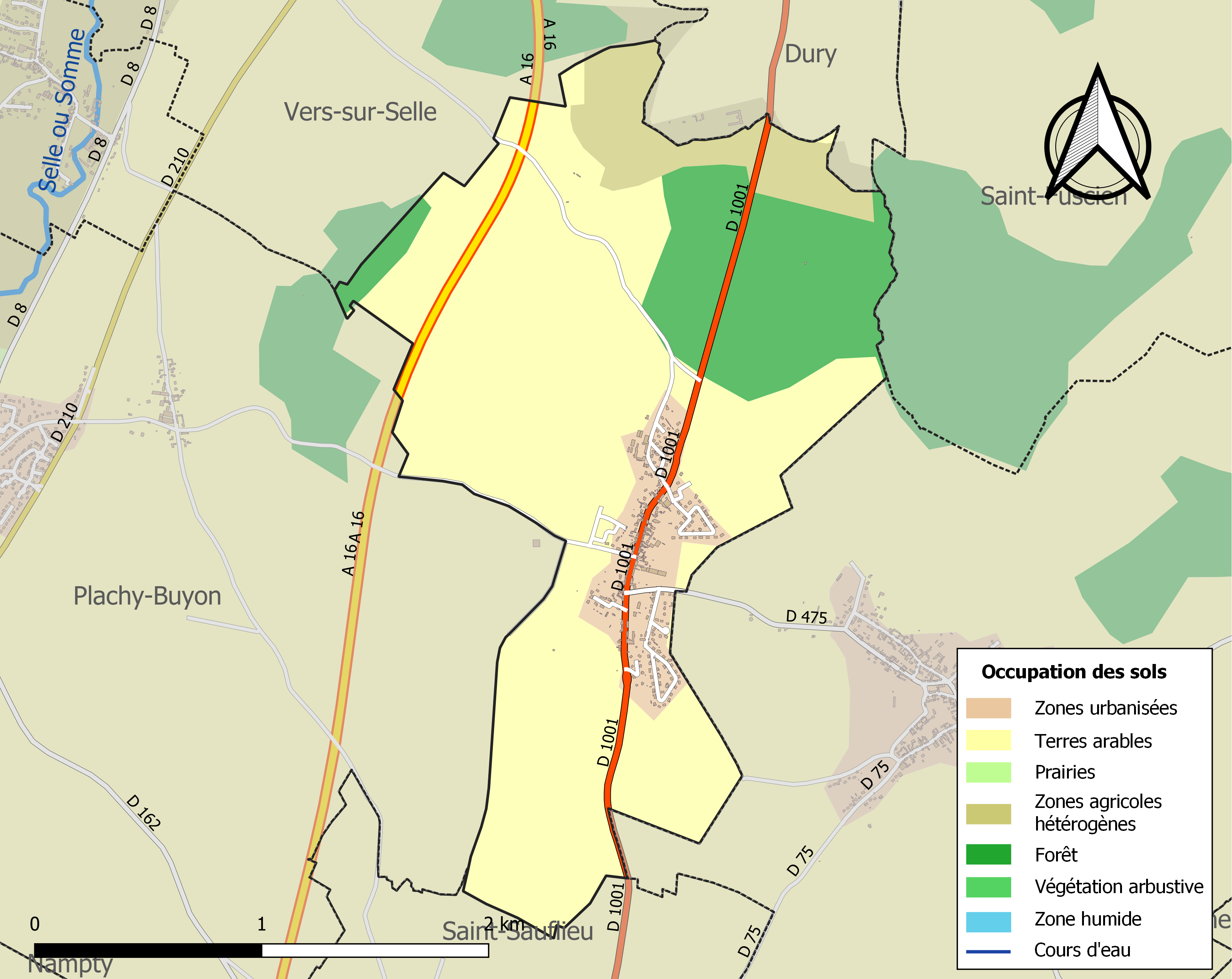
Carte des infrastructures et de l'occupation des sols de la commune en 2018 (CLC).

### Voies de communication et transports
La commune s'étire principalement sur l'axe Amiens - Beauvais.
En 2019, la localité est desservie par les lignes de bus du réseau Trans'80, chaque jour de la semaine, sauf le dimanche.

## Toponymie
Le nom de la localité est attesté sous les formes Heubecourt, Heubcourt, Haulcourt, Epcourt, Épécourt,.

## Histoire
Le lieudit la Pierre qui Tourne indique la présence d'une pierre druidique.
La voie romaine reliant Amiens à Beauvais passe à 200 mètres du village.
L'existence du village est mentionnée dès 1073. Le fief relevait de Boves et la seigneurie du chapitre d'Amiens.

### Guerre de 1870, combat d'Hébécourt
Au cours de la bataille d'Amiens, un engagement eut lieu à Saint-Sauflieu, au sud d'Hébécourt, le 27 novembre vers 8 h du matin. Aux tirs des Français répondit le tir d'une trentaine d'obus prussiens faisant trois morts. À 9 h 45, huit uhlans furent aperçus sur le chemin de Plachy-Buyon à Hébécourt. Le combat s'engagea alors. En moins d'une demi-heure, 37 soldats français avaient été tués et grâce à l'arrivée des hommes du 4e bataillon des mobiles de la Somme, les troupes purent se replier sur Dury.
La plaque commémorative au-dessus du portail de l'église rappelle les exactions prussiennes de la guerre de 1870.
Par décret du 11 juin 1878, le hameau d'Hébécourt, jusque-là hameau de Vers, est érigé en commune.

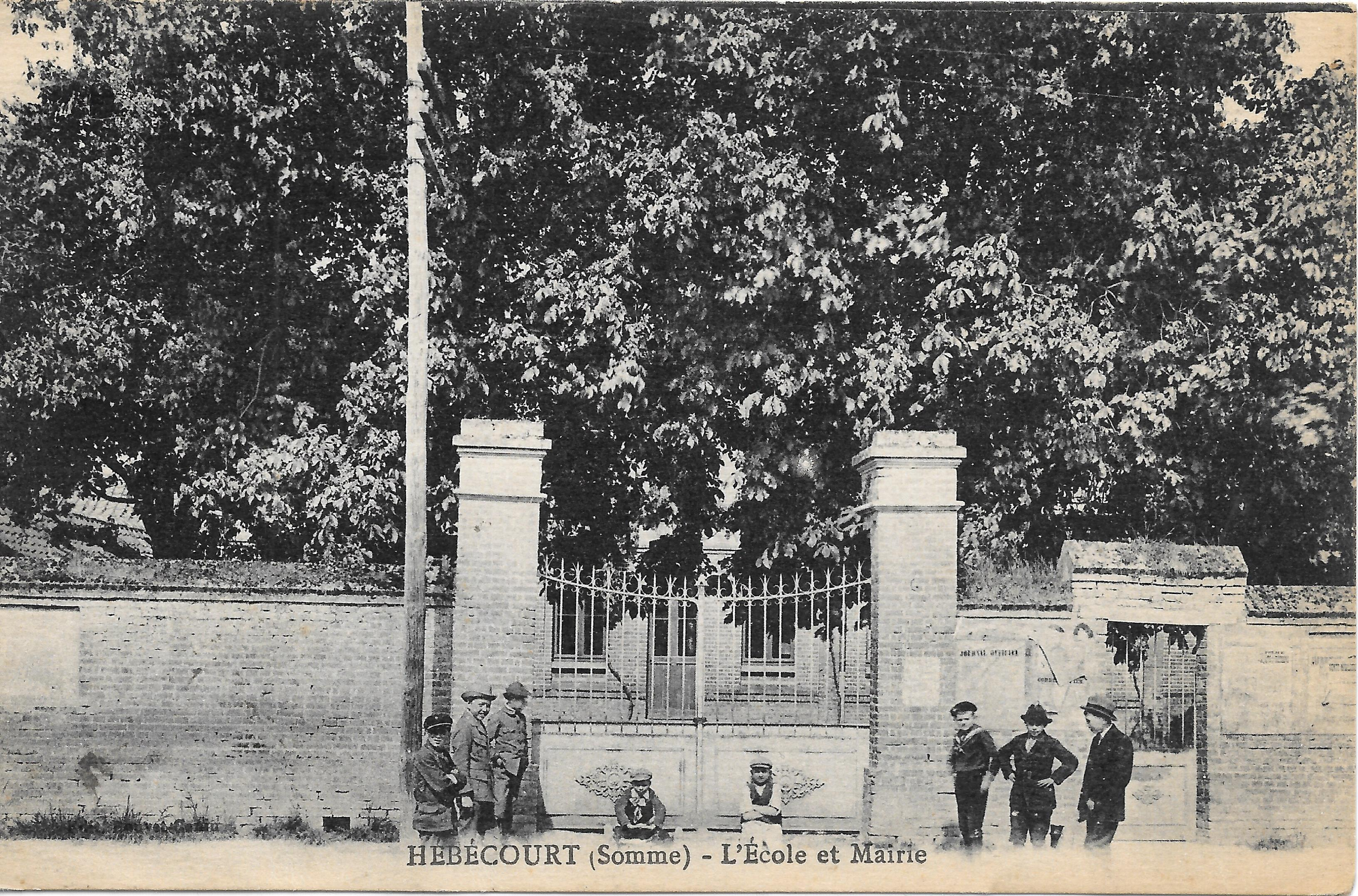
L'école et la mairie vers 1905.

Seconde Guerre mondiale

## Politique et administration
| Période                                  | Période                      | Identité            | Étiquette | Qualité                        |
| ---------------------------------------- | ---------------------------- | ------------------- | --------- | ------------------------------ |
| Les données manquantes sont à compléter. |                              |                     |           |                                |
| mars 2001                                | 2014                         | Pauline Bevière     |           |                                |
| 2014                                     | En cours (au 8 octobre 2020) | M. Dominique Hesdin |           | Réélu pour le mandat 2020-2026 |

## Population et société

### Démographie
L'évolution du nombre d'habitants est connue à travers les recensements de la population effectués dans la commune depuis 1881. Pour les communes de moins de 10 000 habitants, une enquête de recensement portant sur toute la population est réalisée tous les cinq ans, les populations de référence des années intermédiaires étant quant à elles estimées par interpolation ou extrapolation. Pour la commune, le premier recensement exhaustif entrant dans le cadre du nouveau dispositif a été réalisé en 2008.

En 2022, la commune comptait 559 habitants, en évolution de +3,52 % par rapport à 2016 (Somme : −1,26 %, France hors Mayotte : +2,11 %).
| 1881 | 1886 | 1891 | 1896 | 1901 | 1906 | 1911 | 1921 | 1926 |
| ---- | ---- | ---- | ---- | ---- | ---- | ---- | ---- | ---- |
| 212  | 206  | 206  | 194  | 182  | 172  | 160  | 159  | 149  |

| 1931 | 1936 | 1946 | 1954 | 1962 | 1968 | 1975 | 1982 | 1990 |
| ---- | ---- | ---- | ---- | ---- | ---- | ---- | ---- | ---- |
| 124  | 136  | 148  | 151  | 147  | 170  | 223  | 369  | 388  |

| 1999 | 2006 | 2008 | 2013 | 2018 | 2022 | - | - | - |
| ---- | ---- | ---- | ---- | ---- | ---- | - | - | - |
| 371  | 477  | 507  | 529  | 535  | 559  | - | - | - |

### Enseignement
Le regroupement pédagogique Grattepanche-Rumigny-Hébécourt scolarise les enfants du village depuis 1991.

## Culture locale et patrimoine

### Lieux et monuments

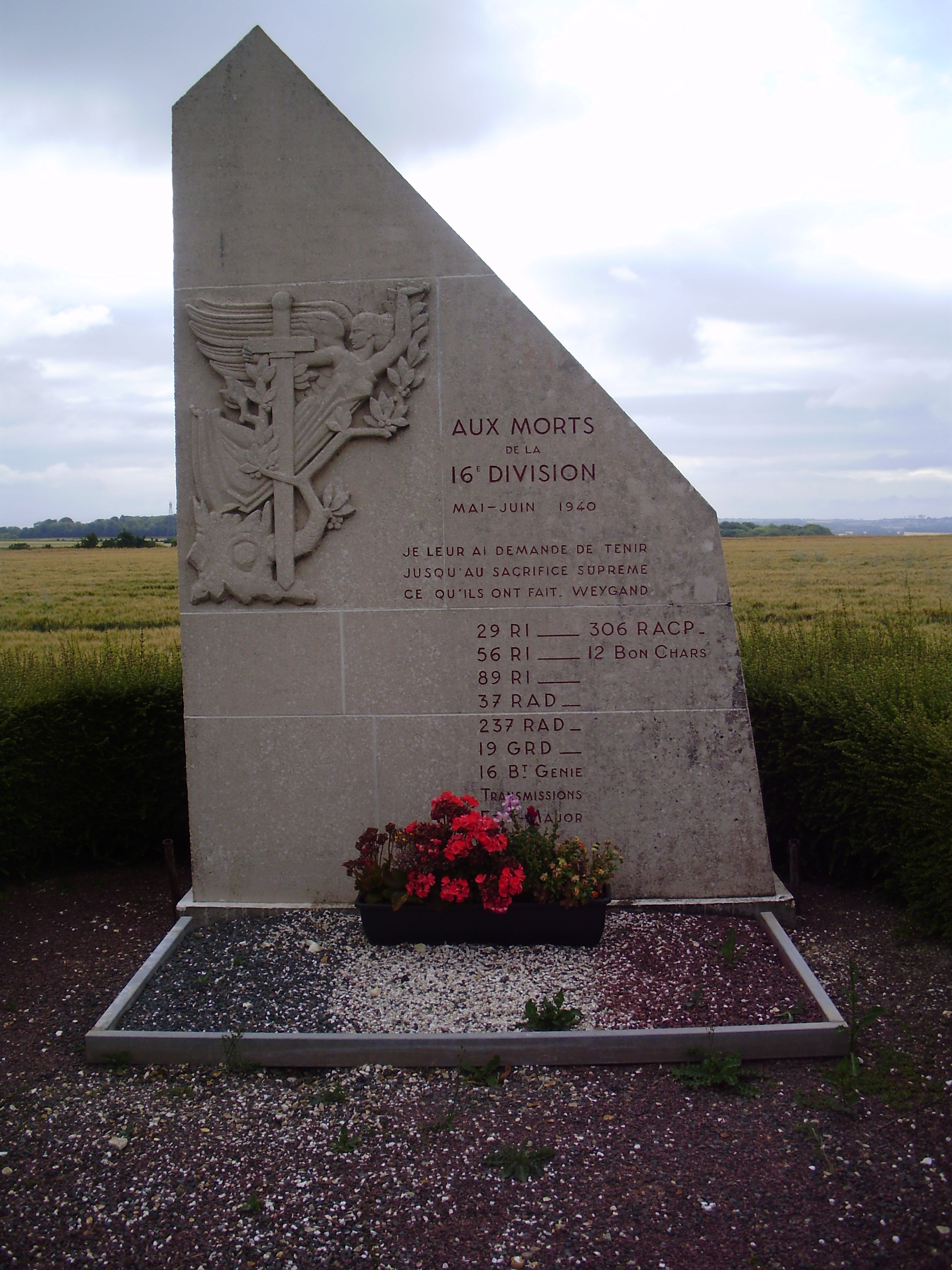
Monument à la 16e division d'infanterie (1940).

- Église Saint-Côme-et-Saint-Damien. Au dessus du portail d'entrée, une inscription : « A la mémoire des 37 soldats français du 2e bataillon de chasseurs à pied tombés sur le territoire d'Hébécourt et de Blimont Lefebvre et Théodore Joly, habitants d'Hébécourt, tués dans leur foyers par des soldats allemands 27 novembre 1870. »
- route de Plachy-Buyon, Stèle à la mémoire de Dosaille de Saint-Quentin et du 2e bataillon de marche de chasseurs morts en combattant 27 novembre 1870.
- Bois d'Hébécourt: stèle à la mémoire du caporal Henri de Guise mort le 27 novembre 1870
- Monument « Aux morts de la 16e Division d'infanterie mai-juin 1940 », situé sur les bords de la RD 9016 à la sortie du village, en allant vers Amiens, avant le bois. Ce monument conçut par l'architecte Delangle et le sculpteur Henri Lagriffoul a été érigé à l'initiative des anciens de la 16e D.I, avec le concours du Conseil général de la Somme, la ville de Dijon, les communes de : Bacouel-sur-Selle, Dury, Essertaux, Estrées-sur-Noye, Grattepanche, Hébécourt, Oresmaux, Plachy-Buyon, Rumigny, Sains-en-Amiénois, Saint-Fuscien, Saint-Sauflieu, Vers-sur-Selle. 
Sont inscrits sur le monument le nom des différentes unités composant la 16e D.I. et cette phrase du général Weygand : 
Je leur ai demandé de tenir jusqu'au sacrifice suprême ce qu'ils ont fait.

- Chapelle Notre-Dame-de-Lourdes. La statue est protégée par un assemblage de silex, dans un mur d'habitation, route nationale[28].

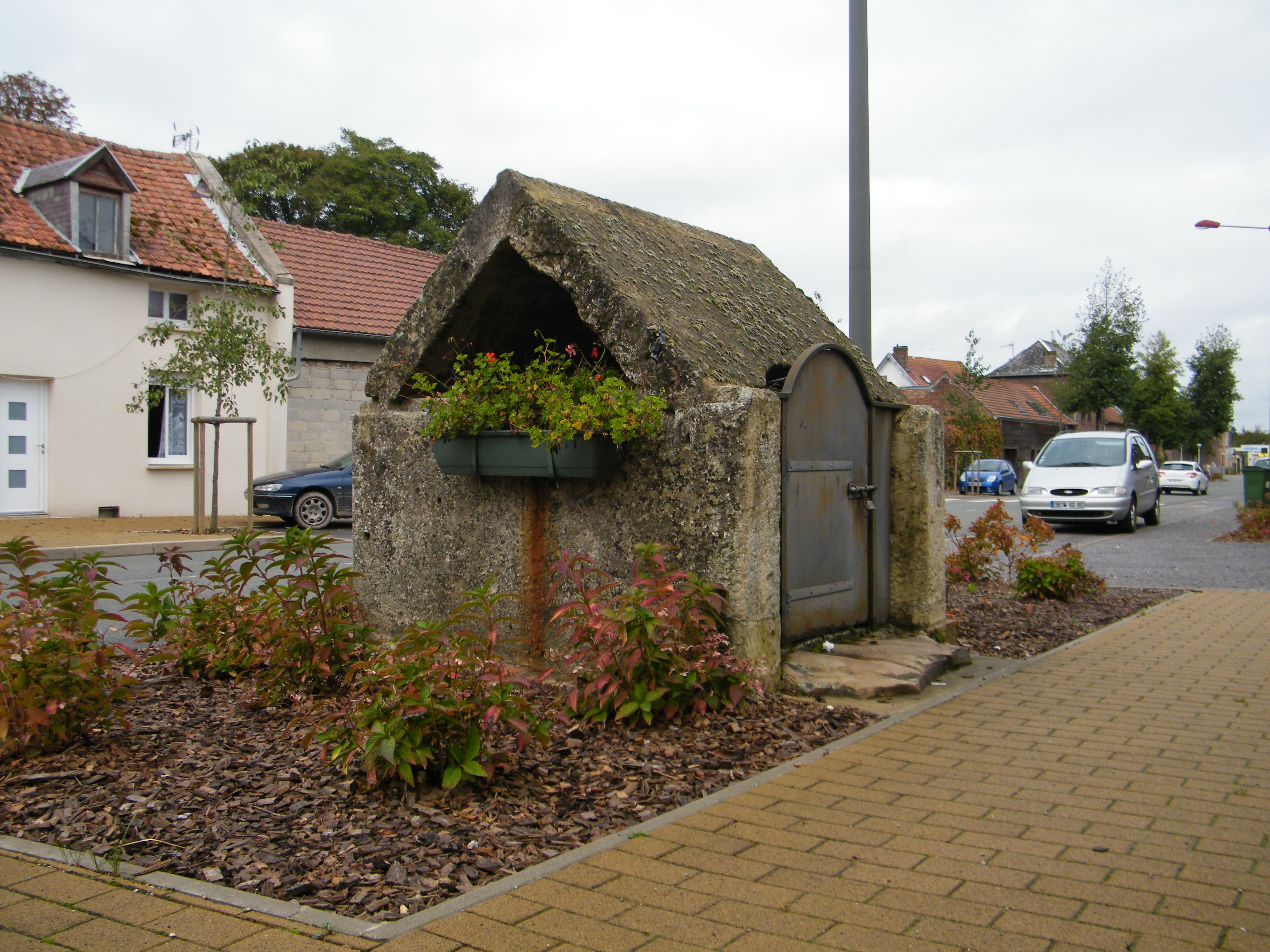
Puits communal, près de l'église.
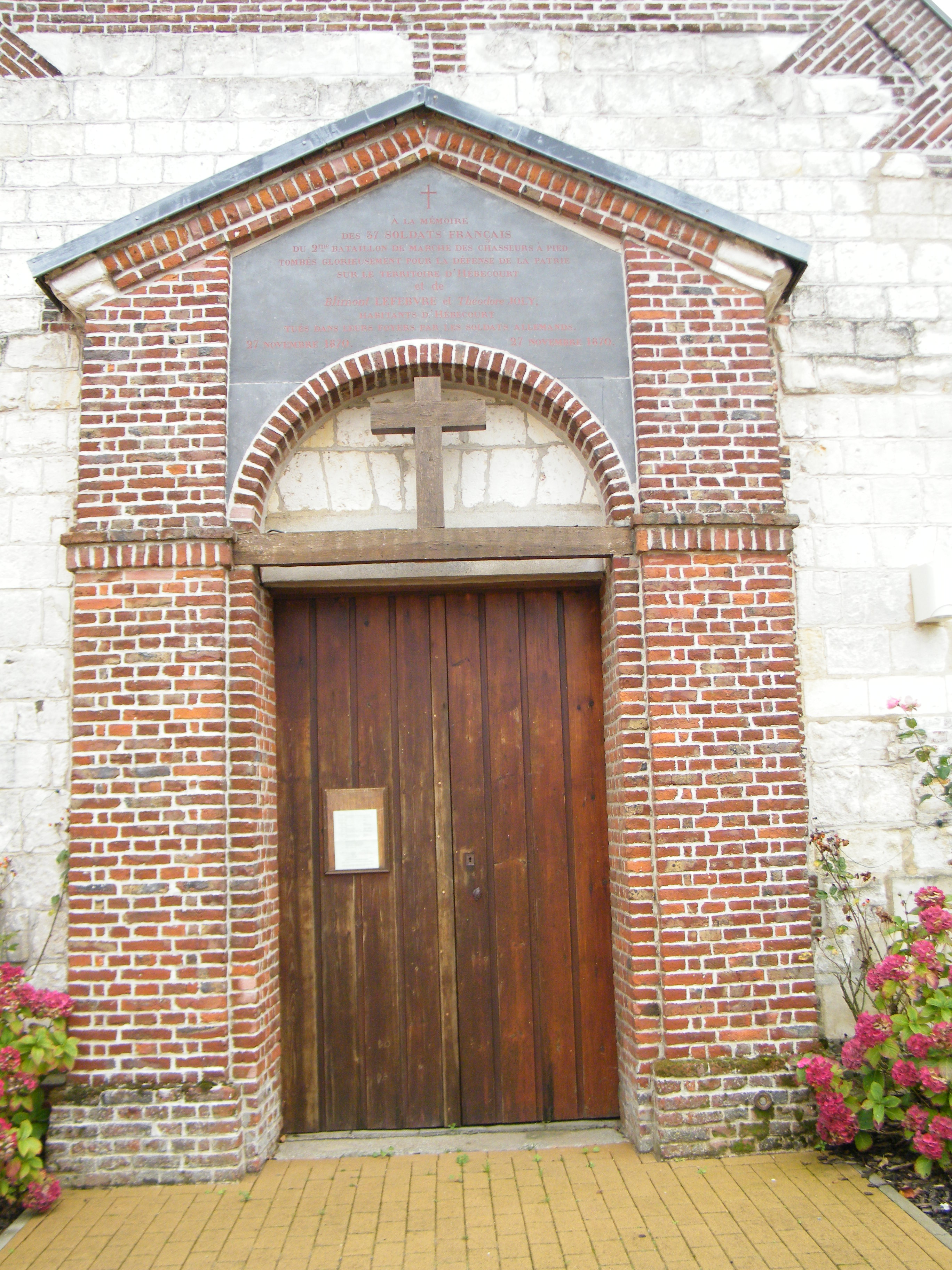
Portail de l'église avec l'inscription à la mémoire des morts de 1870.
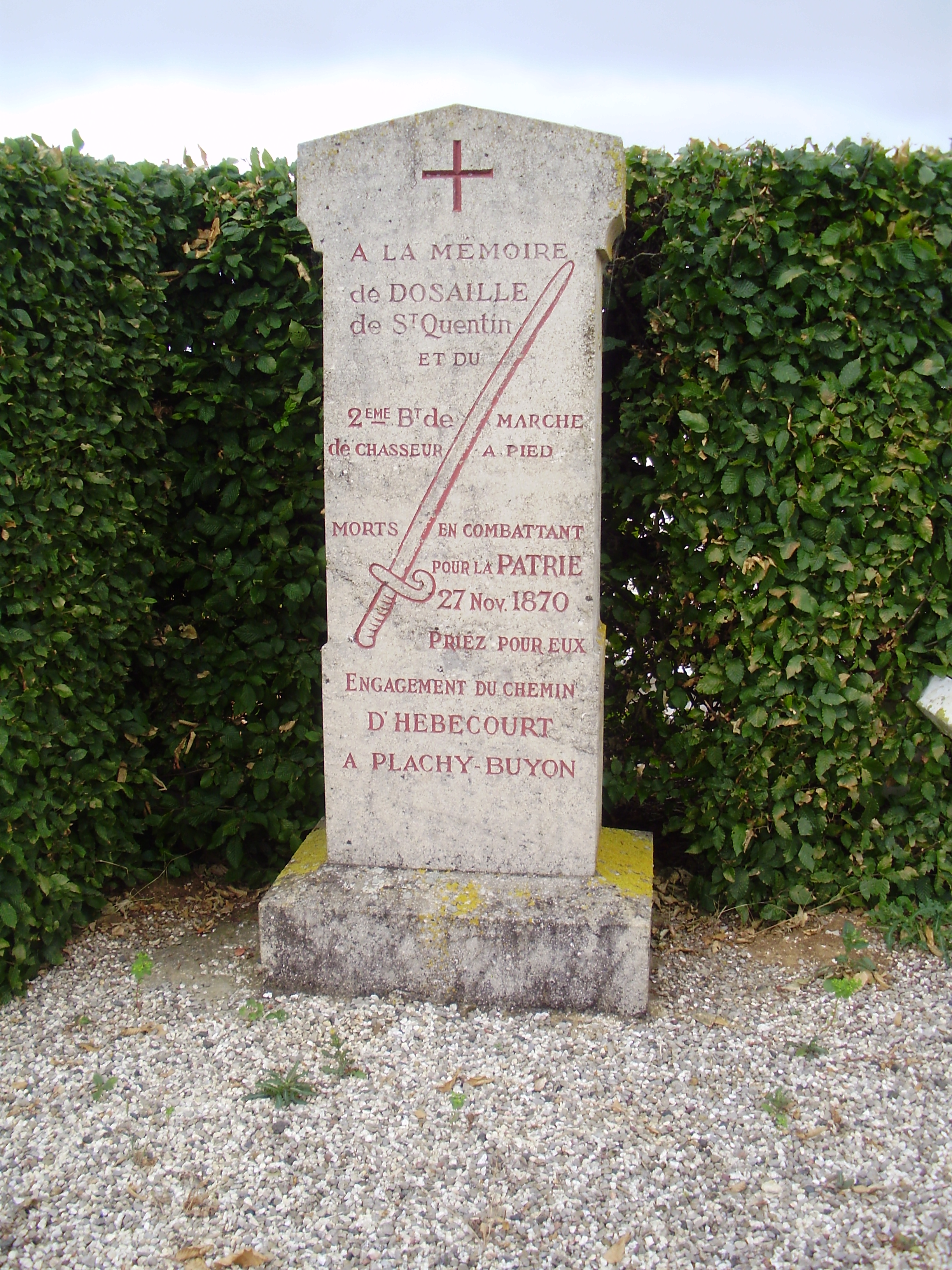
Monument au 2e bataillon de chasseurs à pied , 27 nov. 1870

### Personnalités liées à la commune
- Clovis Thorel (né à Vers-Hébécourt en 1833 et mort à Bagnoles-de-l'Orne en 1911), botaniste, explorateur et médecin.